# Svenska konstnärernas förening
Svenska Konstnärernas Förening är en svensk intresseförening för yrkesverksamma konstnärer. Den bildades 1890 för att främja såväl ekonomiska som konstnärliga intressen, särskilt genom utställningsverksamhet i det med Konstnärsklubben samägda Konstnärshuset. Föreningen står bakom större delen av Konstnärshusets verksamhet, vilken innefattar en utställningsverksamhet i Stora och Lilla galleriet, förmedling av sina omkring 860 medlemmars verk samt uthyrningsverksamhet.
Medlemmarna representerar ett brett spektrum av konstnärlig erfarenhet vad gäller ålder och uttrycksformer. Föreningen bedriver även utställningar med samtidskonst, seminarier, föreläsningar och workshops med årligen ett 20-tal arrangemang i Konstnärshuset. Sedan 2013 har Konstnärshuset haft en ansvarig konstnärlig ledare som har ansvarat för utställningsprogrammet i Stora galleriet. Celia Prado var konstnärlig ledare fram till 2020, och efterträddes av Alida Ivanov. Ambitionen med verksamheten är bland annat att visa och debattera konstens komplexitet och uttryck. Utställningsverksamheten stöds av Kulturrådet och Stockholms kommun. Föreningen delar även ut stipendier till yrkesverksamma konstnärer.
Sedan 2020 har föreningen filialen "Eldhunden" i Stora Mossen i Stockholm.
Föreningen verkar till försvar för yttrandefriheten och har en värdegrund som bygger på delaktighet, öppenhet, jämställdhet, mångfald och alla människors lika värde.